# 伊恩·麦克唐纳-史密斯
伊恩·麦克唐纳-史密斯（英語：Iain MacDonald-Smith，1945年7月3日—），英国男子帆船运动员。他曾代表英国参加1968年和1976年夏季奥林匹克运动会帆船比赛，其中1968年奥运会获得一枚金牌。